# 任内逝世的美国总统
| 在任期内逝世的美国总统                 | 在任期内逝世的美国总统               | 在任期内逝世的美国总统      |
| -------------------------------------- | ------------------------------------ | --------------------------- |
| 威廉·亨利·哈里森 1841年4月4日          | 扎卡里·泰勒 1850年7月9日             | 亚伯拉罕·林肯 1865年4月15日 |
| 詹姆斯·艾布拉姆·加菲尔德 1881年9月19日 |                                      | 威廉·麦金莱 1901年9月14日   |
| 沃伦·盖玛利尔·哈定 1923年8月2日        | 富兰克林·德拉诺·罗斯福 1945年4月12日 | 约翰·肯尼迪 1963年11月22日  |

截止2020年，已有八位美国总统在任内逝世，其中四人死於暗杀，另外四人因自然原因死亡。八次均由美国副总统根据美國總統繼任順序规定继任。
威廉·亨利·哈里森是在任时间最短的美国总统，他上任仅31天后就因感染肺炎而于1841年4月4日逝世，成為首位在任期内去世的美国总统。1850年7月9日，扎卡里·泰勒因急性腸胃炎逝世。亚伯拉罕·林肯是美国历史上首位被刺杀的总统，他于1865年4月14日被约翰·威尔克斯·布斯开枪击中后脑而死。16年后，詹姆斯·A·加菲尔德于1881年7月2日被查尔斯·J·吉特奥枪殺,並於9月19日逝世。近20年后，威廉·麦金莱又在被里昂·乔戈什近距离打中两枪后死于并发症。1923年8月2日，沃伦·G·哈定因心脏病发逝世。1945年4月12日，富兰克林·德拉诺·罗斯福因脑溢血去世。最近的一位则是约翰·肯尼迪，他于1963年11月22日在德克萨斯州达拉斯被两颗子弹击中后丧生。

## 威廉·亨利·哈里森

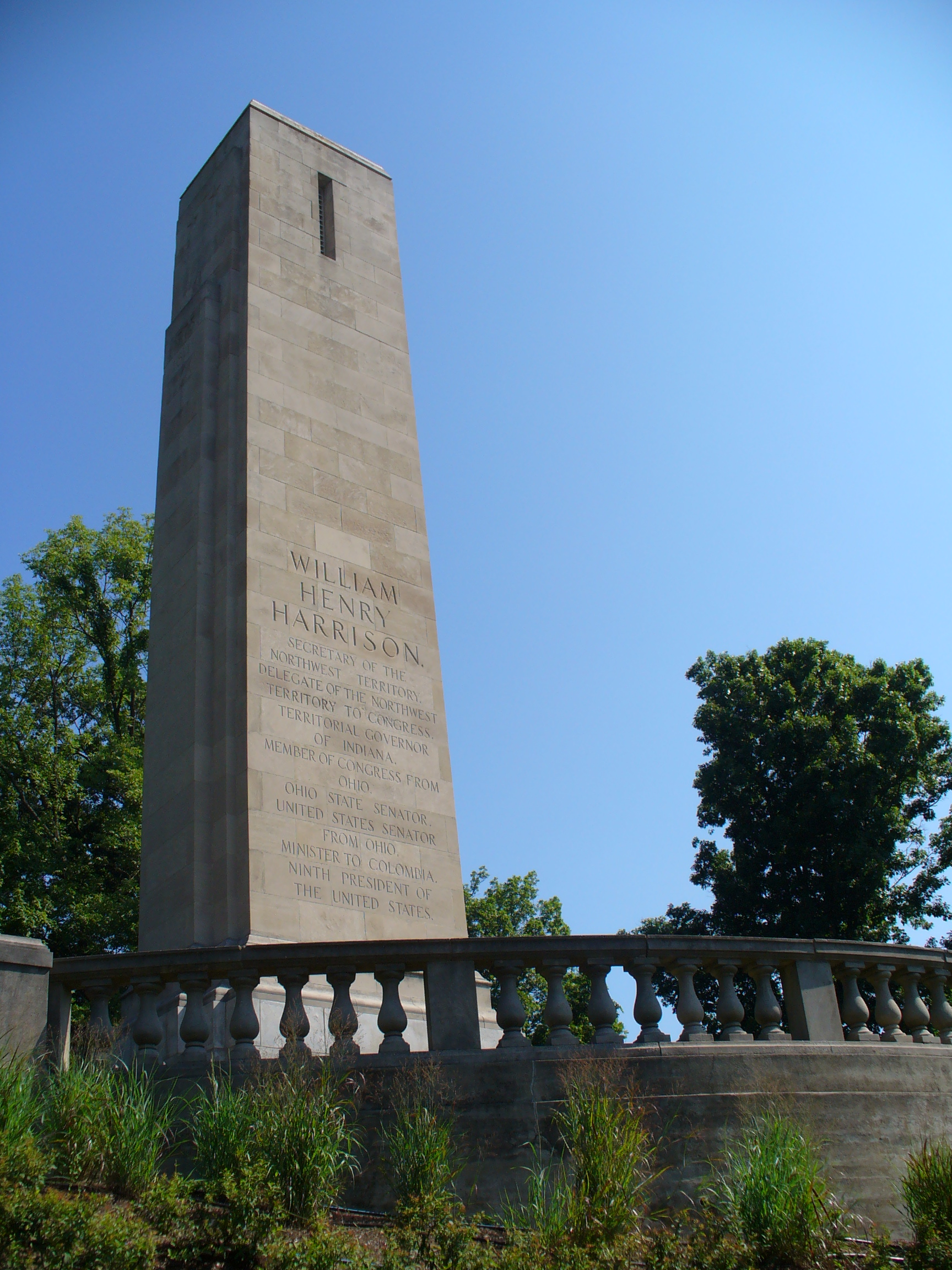
威廉·亨利·哈里森位于俄亥俄州的墓

1841年3月26日，威廉·亨利·哈里森得了感冒。那时的医疗观念相信他的病情是因就职典礼那天的糟糕天气直接导致的，但实际上他一直到那天后超过三个星期才发病。:152
这次感冒迅速恶化并转为肺炎和胸膜炎:152。他试图在白宫中歇息，但没法找着一个安静的房间，因为办公室里一直有大批的求职者，而且他的行程也非常繁忙，没有多少时间可以休息。
哈里森的医生们尝试了各种治疗方案，包括鸦片、蓖麻油、蚂蟥和弗吉尼亚蛇根木，但这些治疗都只让他的病情进一步恶化。染病9天后，威廉·亨利·哈里森于1841年4月4日中午12点30分去世，死因为右下叶肺炎、黄疸和严重的敗血症。哈里森是美国历史上首位在任期内去世的总统。他的遗言是对自己的医生所说，但被认为是传达给约翰·泰勒的：“先生，我希望你能理解政府的真正原则。我别无所求，只希望这些原则能够得到展开。”哈里森是在任时间最短的美国总统，从1841年3月4日起至1841年4月4日，仅30天12小时30分钟。
哈里森的葬礼于1841年4月7日在俄亥俄州辛辛那提的韦斯利礼拜堂举行。他原本被安葬在哥伦比亚特区国会公墓的公共墓地，之后改葬于俄亥俄州汉密尔顿县的一个名为诺斯本德（North Bend）的小村庄。威廉·亨利·哈里森墓国家纪念馆就是为纪念他而建。

## 扎卡里·泰勒

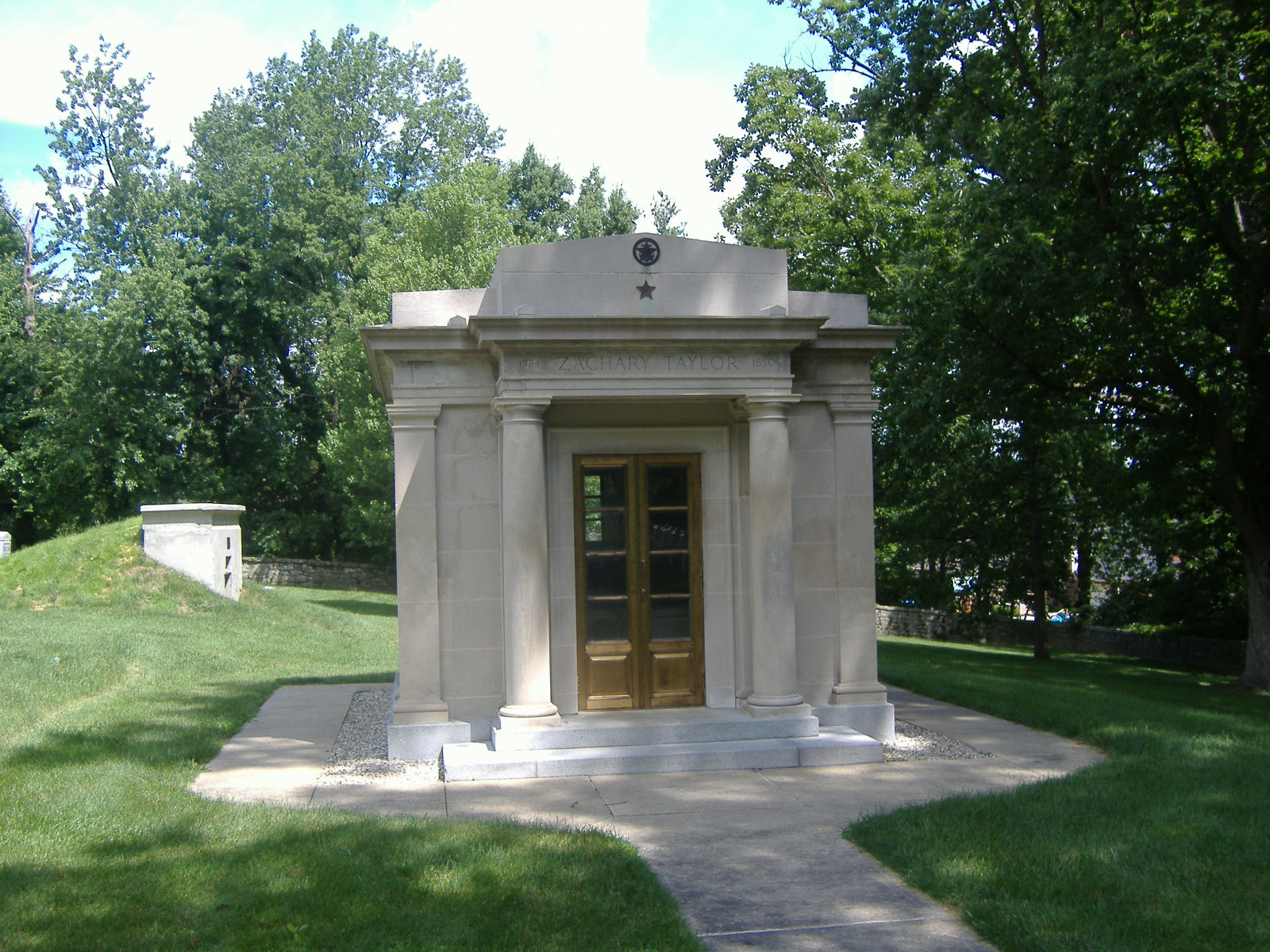
泰勒的陵墓位于肯塔基州路易维尔的扎卡里·泰勒国家公墓

扎卡里·泰勒的死因尚未完全确定。1850年7月4日，泰勒出席了独立日节日庆典并为華盛頓紀念碑铺设基石后进食了大量的冰水、冷牛奶、青苹果和樱桃。在几天时间里，他患上了严重的消化系统疾病，医生们使用了当时流行的治疗方法，但都无济于事，泰勒最终于7月9日早上去世。报告中将其死因列为“胆汁性腹泻或胆汁性霍乱”，有学者相信是某种严重的肠胃炎。
1850年7月13日至10月25日，泰勒被葬在哥伦比亚特区国会公墓的公共墓地，这一墓地始建于1835年，用来临时安葬显要人物的遗体，直至为其准备好正式的墓地或是安排转移到另一个城市。他的尸体之后被送到位于肯塔基州路易维尔的泰勒家族墓地安葬，他的父母都葬在这里，是一片名为“斯普林菲尔德”（Springfield）的宅基地种植园。
1883年，肯塔基州在泰勒的坟墓不远处放置了一个50英尺高的纪念碑来纪念他，其上方有一个真人大小的泰勒雕像。到了1920年代，泰勒家族开始努力将泰勒的墓地转变为国家公墓。肯塔基州为此捐赠了两块土地，将原本只有半英庙的泰勒家族墓地扩大到了65000平方米。1926年5月6日，泰勒和他1852年去世妻子的遗体被转移到附近新建成的泰勒陵墓中，这个陵墓基座由石灰岩与花岗岩建成，内部配有大理石。墓地已经被指定为扎卡里·泰勒国家公墓。

## 亚伯拉罕·林肯

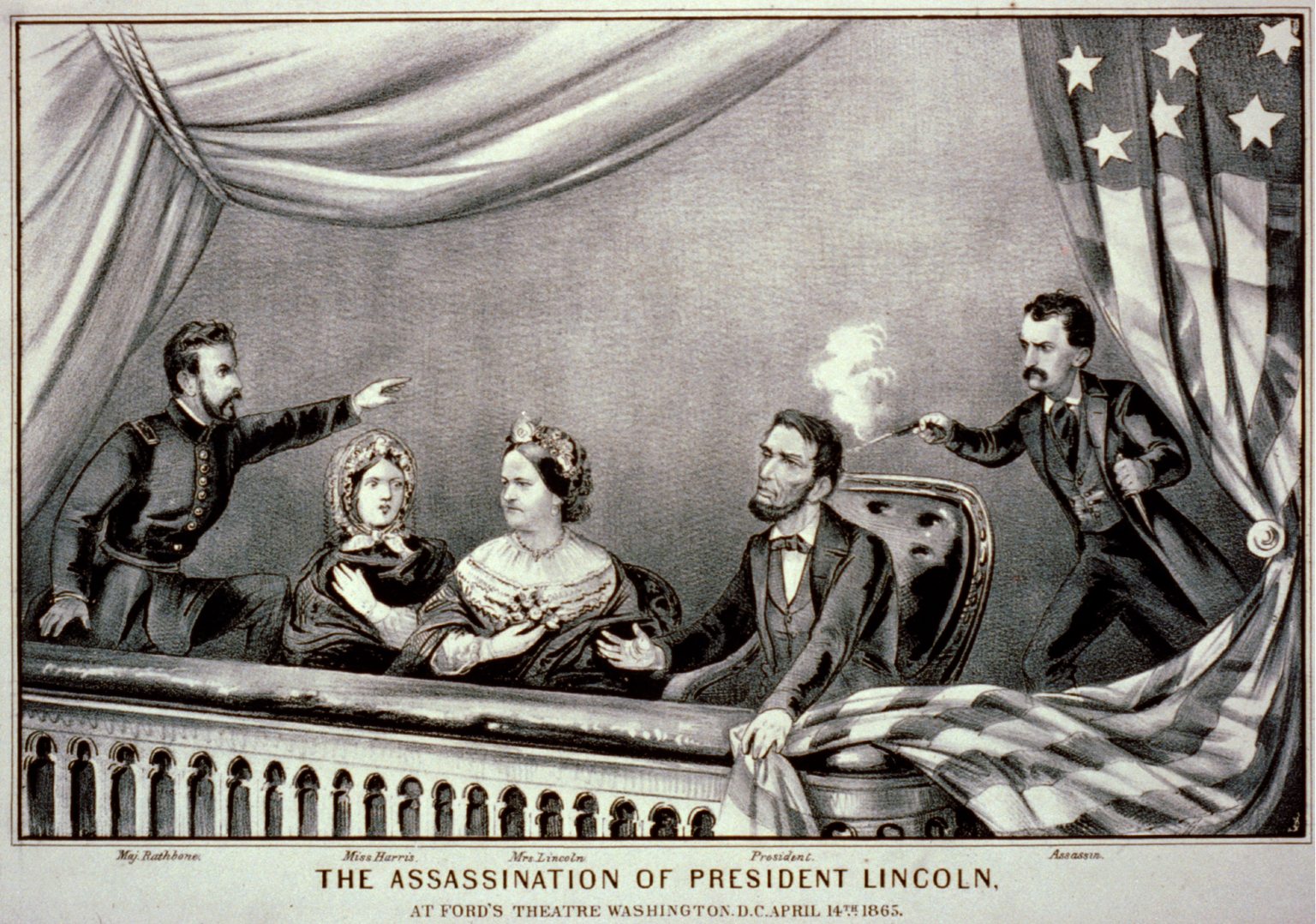
美国总统亚伯拉罕·林肯被刺杀的情景

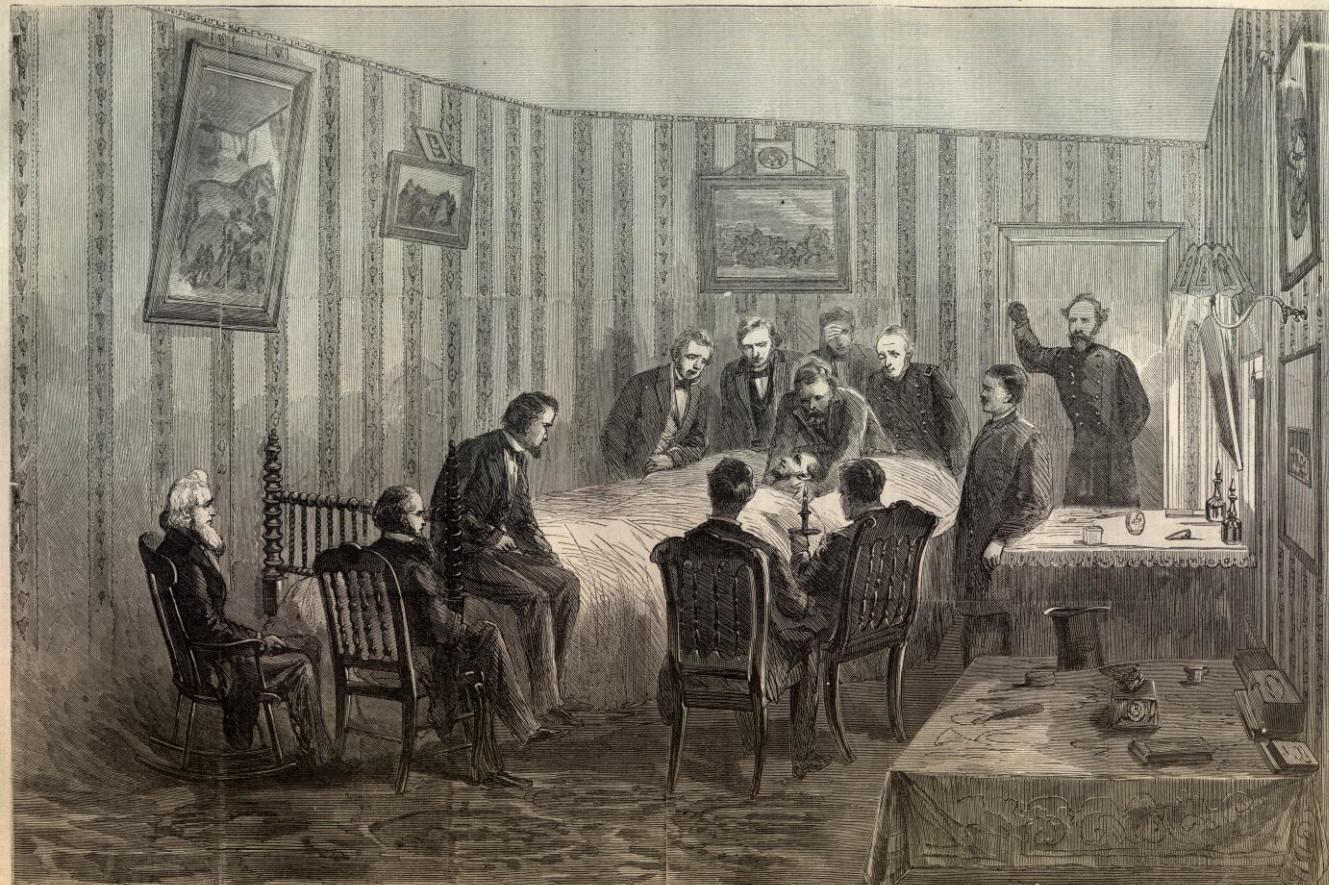
林肯总统中枪后躺在床上，周围是官员和医生

亚伯拉罕·林肯于1865年4月14日被刺杀，这天正好是耶穌受難節，南北战争已接近尾声。北維吉尼亞軍團羅伯特·李将军于5天前向波多馬克軍團和尤利西斯·辛普森·格兰特将军投降。林肯是历史上首位被刺杀的美国总统，1835年时曾有人试图刺杀安德鲁·杰克逊，但没有成功。这一刺杀由舞台剧演员约翰·威尔克斯·布斯策划并执行，他还有三个同谋，分别是路易斯·鲍威尔、大卫·赫罗尔德和乔治·阿泽罗特，其中鲍威尔和赫罗尔德前去刺杀国务卿威廉·H·苏厄德，而阿泽罗特则去谋杀副总统安德鲁·约翰逊。布斯和他的同谋者们希望通过同时除去联邦政府行政部门中级别最高的三名官员，来切断联邦政府的连贯性。
1865年4月14日晚，林肯与夫人玛丽·托德一起在哥伦比亚特区福特剧院观看舞台剧《我们的美国兄弟》时被布斯从背面开枪打中头部。陆军医生查尔斯·里尔看到林肯所受的是致命重伤，总统被送到剧院对面的彼得森大宅中，之后在昏迷9小时后于次日清晨逝世。布斯的几位同谋都没有成功，其中鲍威尔只是炸伤了苏厄德，而阿泽罗特则在最后关头失去了行动的勇气并逃离了首都。

## 詹姆斯·A·加菲尔德

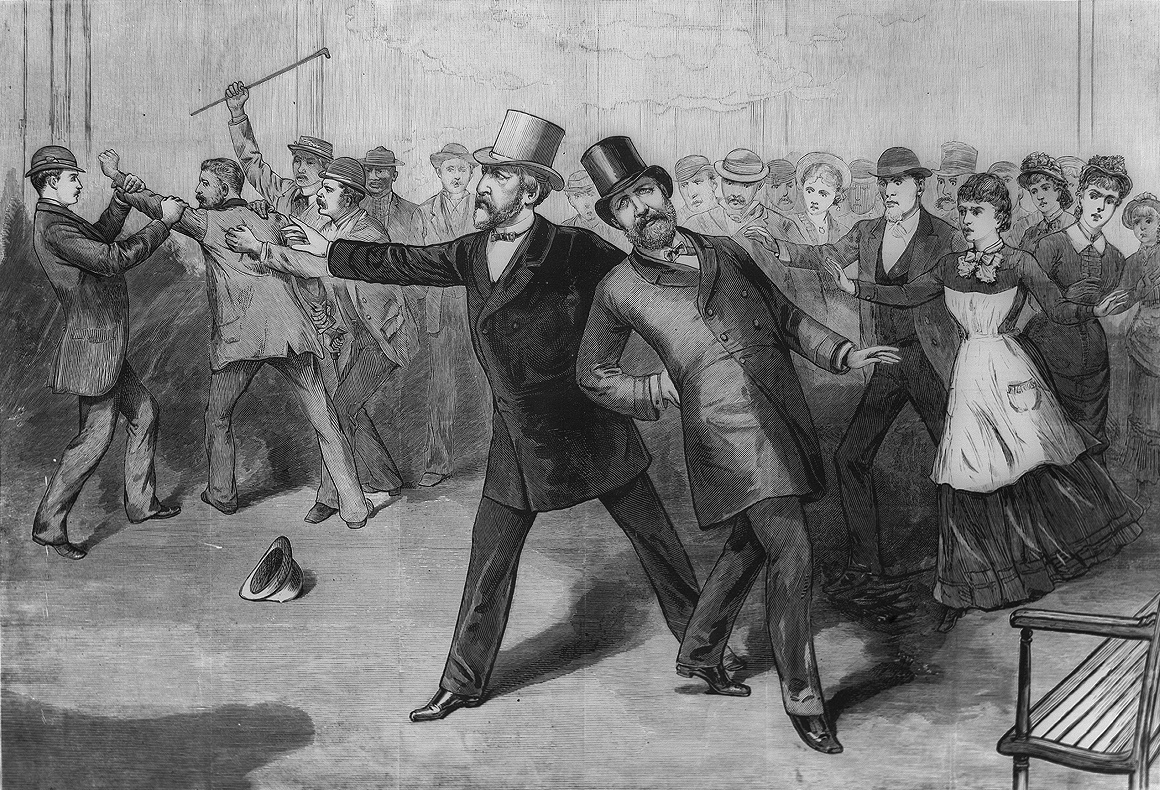
加菲尔德被查尔斯·J·吉特奥枪击后挥动着手，由詹姆斯·G·布莱恩从后面扶住。

詹姆斯·A·加菲尔德于1881年7月2日上午9点30分在哥伦比亚特区被查尔斯·J·吉特奥开枪击中:581，这时他上任成为第20任美国总统还不到4个月。加菲尔德于11个星期后的1881年9月19日逝世，副总统切斯特·艾伦·阿瑟继任成为第21任美国总统。与其他受到枪击的总统相比，加菲尔德是存活时间最长的。
加菲尔德计划于1881年7月2日离开哥伦比亚特区度暑假:581。这天吉特奥在巴尔的摩和波托马克铁路车站，即如今哥伦比亚特区第六街和宪法大道交汇处的西南角等待总统前来。
加菲尔德准备从第六街车站前往自己的母校威廉姆斯学院，计划在那里发表一场演讲。他的两个儿子詹姆斯和哈利陪同他一起前往，而国务卿布莱恩和战争部长羅伯特·托德·林肯也到车站送行:160。加菲尔德没有保镖，也没有任何安保措施，除了内战期间的亚伯拉罕·林肯总统外，前期的美国总统都没有配备保镖:593。
加菲尔德进入车站候车室后，吉特奥走上前，从总统背后近距离扣动了扳机。加菲尔德挥动地胳膊大喊：“我的天呐！怎么回事？”吉特奥又开了第二枪，加菲尔德倒了下去。:596一颗子弹擦过加菲尔德的肩膀，另一颗击中他的背部，穿过第一腰椎并停留在胰腺中，但没有伤及脊髓。
身受重伤但仍然清醒的加菲尔德被抬到火车站二楼:596-597。几位医生都没能找到遗留在他体内的那颗子弹:597。年纪尚轻的詹姆斯和哈利都不禁失声痛哭。回忆起加菲尔德的去世，罗伯特·托德·林肯深感难过。他说：“我在这个镇上不知度过了多少悲伤的日子。”:597
加菲尔德被送回白宫后，多位医生都表明他很可能活不过当晚，但他神智一直清醒:598。第二天早上，他的生命体征良好，医生们开始有了病人可以逐渐恢复的期望:599。1881年的整个夏季，加菲尔德的医生定期发布总统健康状况的公报，美国公众也一直予以关注:600:124。他的病情时好时坏，发烧退烧反反复复。加菲尔德还努力减少固体食物的摄入，夏季的大部分时间都吃得很少并且只食动液态食品:601。
9月19日收到加菲尔德的死讯时，切斯特·亚瑟正在自己位于纽约市的家中。他说，刚听到消息时“我希望——我的天呐，我真希望这是弄错了。”但之后不久他就收到了确认这一信息的电报。亚瑟在纽约州最高法院法官的主持下宣誓继任成为新的总统，然后先前往长滩致以敬意后再到哥伦比亚特区上任:608。加菲尔德的尸体先被送到国会大厦圆形大厅，在那里停留两天后再送到克利夫兰，于9月26日在那里举行了葬礼:608-609。

## 威廉·麦金莱

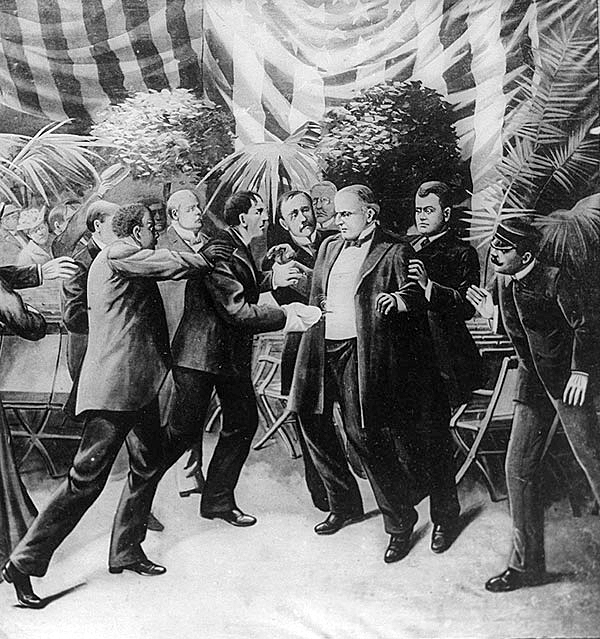
里昂·乔戈什用一把隐藏起来的左轮手枪击中美国总统威廉·麦金莱的假想图，T·达特·沃克（T. Dart Walker）绘

威廉·麦金莱于1901年9月6日在纽约州水牛城泛美博览会的音乐圣殿被枪击，当时他正与刺客里昂·乔戈什握手，此人是一位无政府主义者。麦金莱于9月14日因枪杀导致的坏疽逝世。麦金莱在1900年美国总统选举中获胜而成功取得连任，他喜欢与公众直接交流，而且不愿意对自己的办公室进行安全保护。总统秘书乔治·B·科特柳担心会有人试图在总统造访音乐圣殿时进行暗杀，因此曾两次将这一计划从总统工作日程上取消，但麦金莱均在之后又重新将其加入。
行凶者乔戈什在1893年经济恐慌期间失业，然后成为无政府主义者，并将麦金莱视为压迫的象征，认为杀死对方是自己作为一个无政府主义者的义务。之前尝试接近总统失败后，乔戈什在麦金莱主动与自己握手时朝对方腹部连开两枪，其中一颗子弹擦伤了总统，另一颗射入其腹部，之后一直没找到。
麦金莱受伤后经大夫诊治本已有康复的迹象，但到了9月13日病情却因坏疽而急剧恶化并于次日凌晨逝世。副总统西奥多·罗斯福继任成为第26任美国总统。麦金莱死后，乔戈什也被判谋杀罪名成立而在9月26日被判处死刑，10月29日，死刑以电椅执行。麦金莱的死也促使联邦国会立法规定美国特勤局负责总统的安全保卫工作。

## 沃伦·G·哈定

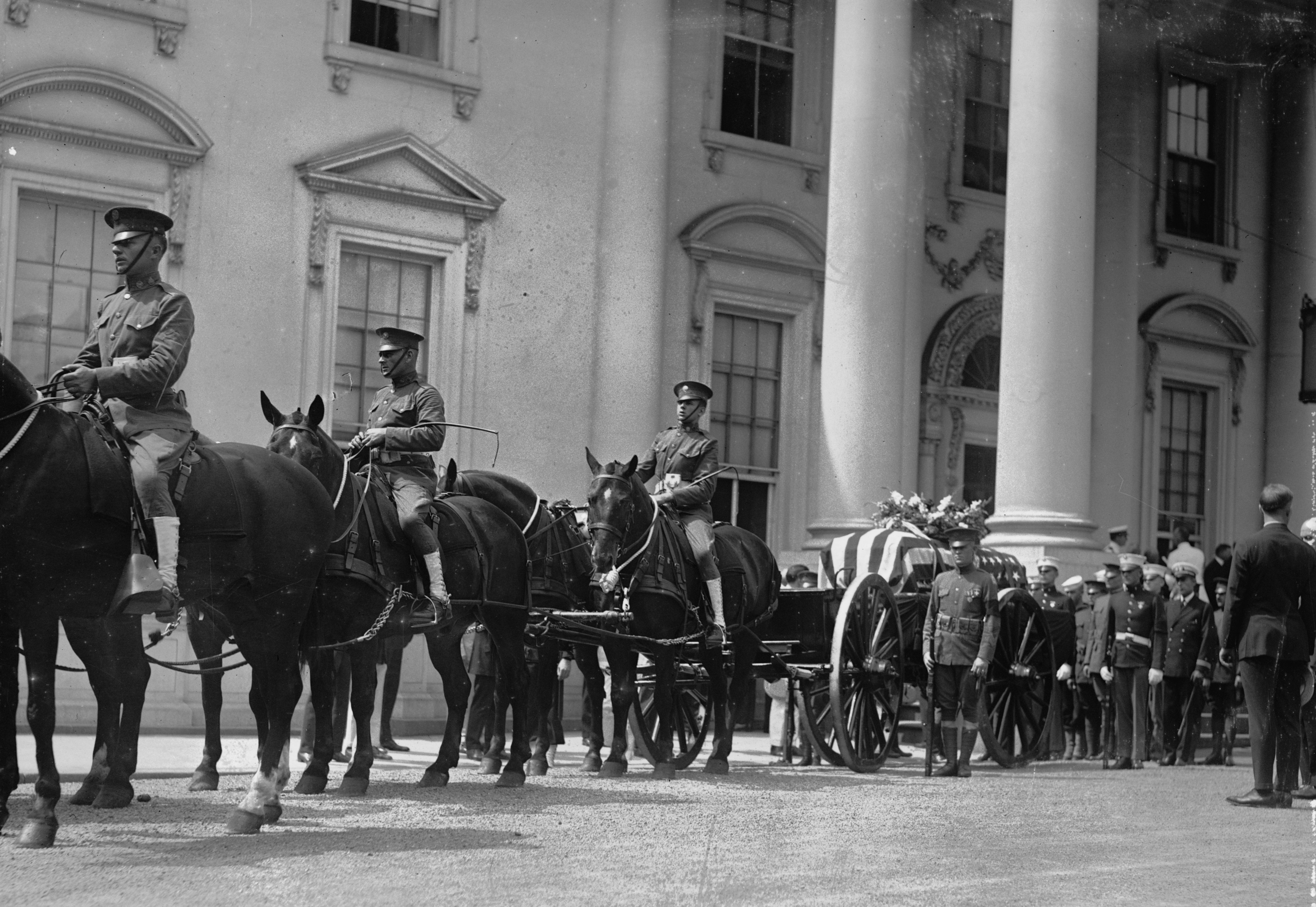
为哈定总统送葬的人流经过白宫

1923年沃伦·G·哈定的突然去世导致一些理论认为他是死于中毒或自杀。不过由于哈定有计划竞选连任，所以不大可能会自杀。有关中毒的传言部分是由一本名为《总统哈定的离奇死亡》（The Strange Death of President Harding）的书所推动。该书的作者加斯顿·梅斯是曾被法庭定过罪的俄亥俄州黑帮分子兼侦探，哈定的夫人聘请他来调查丈夫及其情人。梅斯认为，哈定夫人曾对丈夫下过毒，而她拒绝授权医生对丈夫验尸之举更加深了这种怀疑。不过根据哈定的主治医生表示，总统死亡前的症状都指向心衰竭。哈定的传记作者塞缪尔·H·亚当斯（Samuel H. Adams）总结认为：“沃伦·G·哈定属自然死亡，并且这一死亡在任何情况下都无法长时间地予以延迟。”
哈定逝世后，他的夫人立即回到了華府白宫，并短暂地在白宫中和卡尔文·柯立芝总统夫妇住过一段时间。在这一个月中，哈定夫人收集丈夫正式和非正式的信函和文件并将其烧毁。回到马里恩后，她又请来多位秘书收集和焚毁丈夫的个人文件。据哈定夫人所说，自己这样做的目的是保护丈夫的遗产。剩下的文件由马里恩的哈定纪念协会（Harding Memorial Association）保管，没有向公众开放。

## 富兰克林·D·罗斯福
1945年3月29日，富兰克林·德拉诺·罗斯福前往乔治亚州沃姆斯普林斯的小白宫，准备在出席联合国成立大会前休息一段时日。4月12日，罗斯福说：“我後腦勺感到非常疼痛。”然后他颓然倒在自己椅子上且不省人事，之后被抬进了卧室。总统的心脏病主治医生霍华德·布鲁恩（Dr. Howard Bruenn）诊断出罗斯福出现了严重的脑溢血（中风）。当天下午15点35分，罗斯福与世长辞。艾伦·德鲁之后称这是一个时代的结束和另一个时代的开始。罗斯福过世后，《纽约时报》的一位编辑声称：“从今往后再过100年，人们仍将对富兰克林·D·罗斯福曾入主白宫而感谢神明。”
罗斯福倒下前正在由画家伊丽莎白·肖马托夫绘制肖像，这幅画就是未完成的羅斯福肖像。

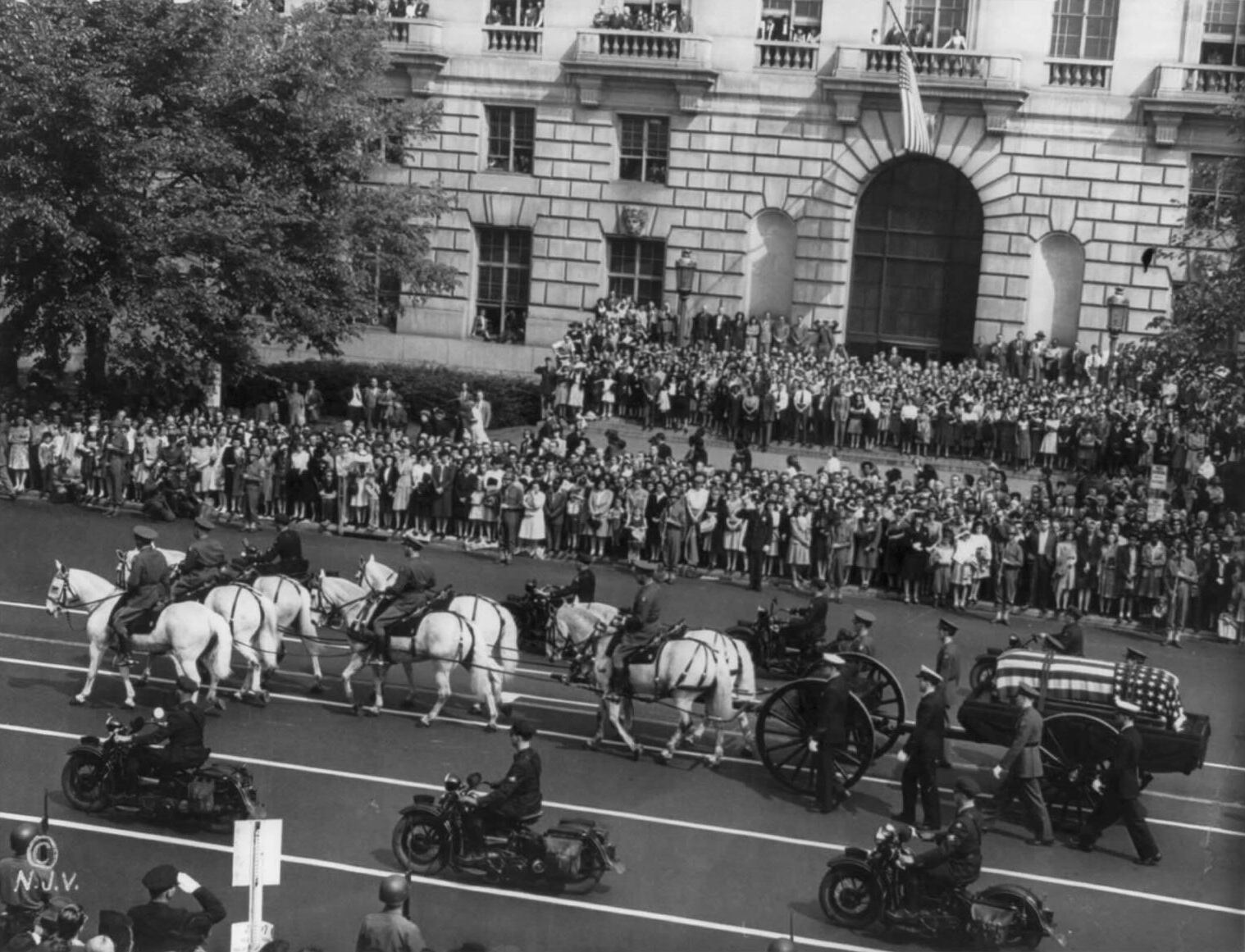
罗斯福的葬礼送行队伍经过宾夕法尼亚大道

罗斯福在白宫的最后几年里劳累过度的情况越来越严重，他的女儿安娜·罗斯福·鲍特格为此不得不搬到白宫来为父亲提供帮助和陪伴。安娜还曾安排父亲与之前的情妇露西·默塞尔·拉瑟弗德见面，而仍然与罗斯福和默塞尔保持着密切友谊的肖马托夫则将默塞尔送到别处来避免出轨的负面新闻和影响。埃莉诺听闻丈夫的死讯时，她也要面对女儿安排富兰克林与默塞尔见面，并且丈夫逝世时和情妇在一起的消息。
4月13日早上，罗斯福的尸体被放置进一具覆盖有美国国旗的棺材中抬上了总统的火车。4月14日在白宫举行葬礼后，尸体在四名军人的守护下由火车送到海德公园，这四名军人分别来自陆军、海军、海军陆战队和海岸警卫队。根据罗斯福的遗愿，他的尸体于4月15日被葬在斯普林伍德庄园的玫瑰花园。1962年埃莉诺去世后也葬在这里，就在罗斯福的身边。
无论是对当时的美国还是全世界，罗斯福的死都是令人震惊和悲痛的。公众对他日益严峻的健康状况缺乏了解。罗斯福一共担任了超过12年的美国总统，比其他任何人的时间都要长。在他的任期内，美国从严峻的经济危机下转危为安，并且参加第二次世界大战后成功地在欧洲战场打败了纳粹德国，面对大日本帝国的战争也已胜利在望。罗斯福去世后不到一个月，欧洲战场的战争就于5月8日结束了。正好61岁的哈里·S·杜鲁门总统宣布这一天为第二次世界大戰歐戰勝利紀念日，并且为了纪念罗斯福而下令全美所有国旗下半旗30天。杜鲁门表示，自己唯一的奢望就是“富兰克林·D·罗斯福可以亲眼见证到这一天”。

## 约翰·F·肯尼迪

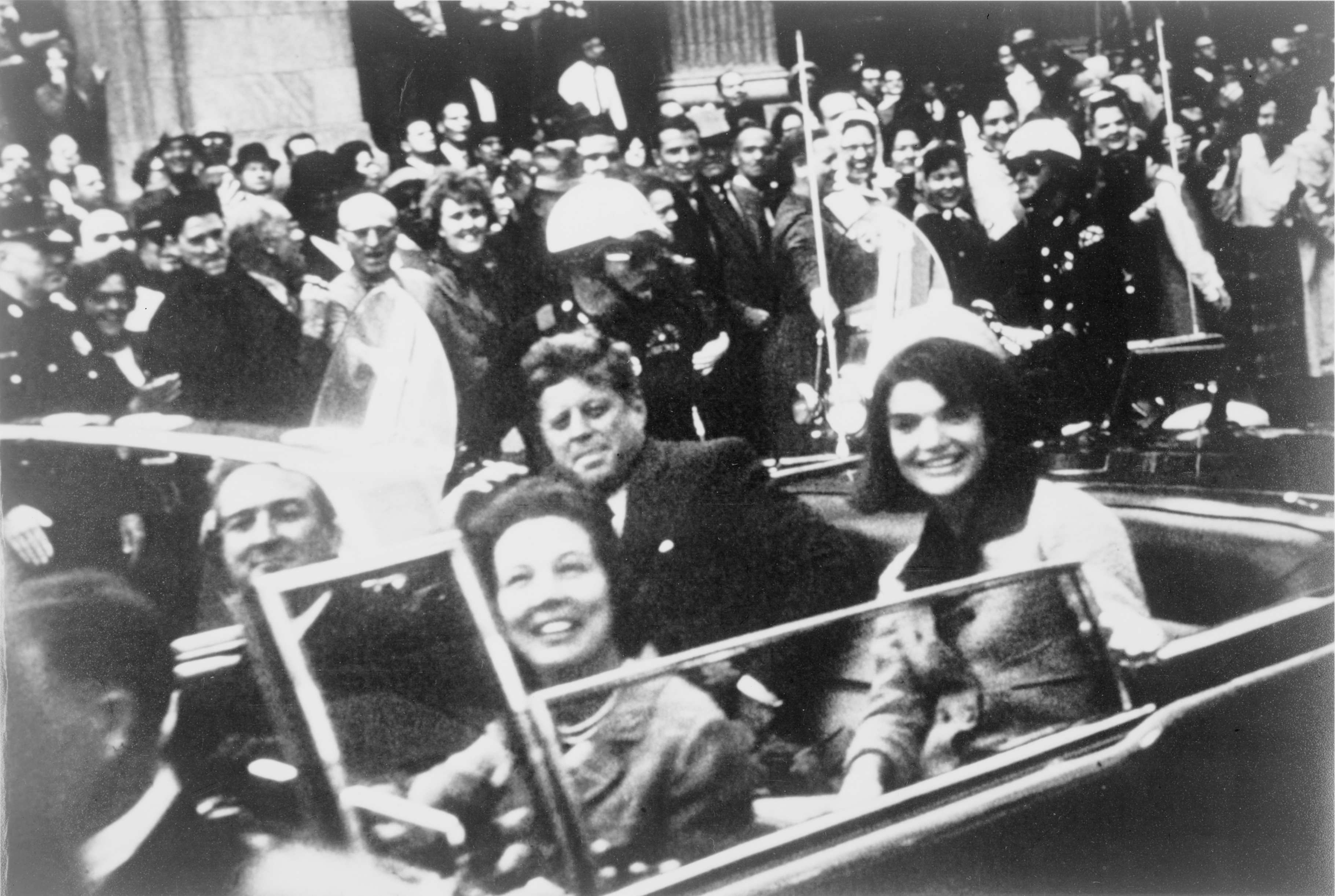
遇刺几分钟前，肯尼迪和夫人杰奎琳以及德克萨斯州州长康纳利一起坐在总统轿车上

约翰·肯尼迪于美国中部标准时间1963年11月22日（星期五）中午12点30分（UTC18点30分）在德克萨斯州达拉斯被刺杀。他当时正与自己的妻子杰奎琳，德克萨斯州州长约翰及夫人内莉一起坐在总统轿车内。由联邦最高法院首席大法官厄尔·沃伦领头的華倫委員會经过10个月的调查后认定李·哈維·奧斯瓦爾德是刺案肯尼迪的唯一凶手，但他还没有走上法庭接受审讯就被杰克·鲁比所杀。但是，从1966到2004年的多次民意调查显示，有多达80%的美国人怀疑这其中存在掩盖或阴谋。
美国众议院暗杀调查委员会的结论认为肯尼迪的刺杀事件中存在阴谋。该委员会发现美国联邦调查局和华伦委员会的调查报告都存在严重硬伤。虽然众议院暗杀调查委员会也认为李·哈維·奧斯瓦爾德打出了所有伤及肯尼迪和康纳利的子弹，但也表示当时至少有打出四枪，并且很可能有两名枪手朝肯尼迪总统开了枪。委员会没有确认任何其他个人或团体阴谋参与了暗杀活动，但还是排除了中央情报局、苏联、黑社會和多个其它团体及组织，只是还无法确认以上团体和组织中到底有没有个人的参与。肯尼迪的遇刺仍然是一个很具争议性的话题，有着多种广泛传播的阴谋理论和假设。